# NGC 6422
NGC 6422 ist eine 14,8 mag helle elliptische Galaxie vom Hubble-Typ E-S0 im Sternbild Drache und etwa 348 Millionen Lichtjahre von der Milchstraße entfernt.
Sie wurde am 1. August 1883 von Lewis A. Swift entdeckt.